# صيد الدب

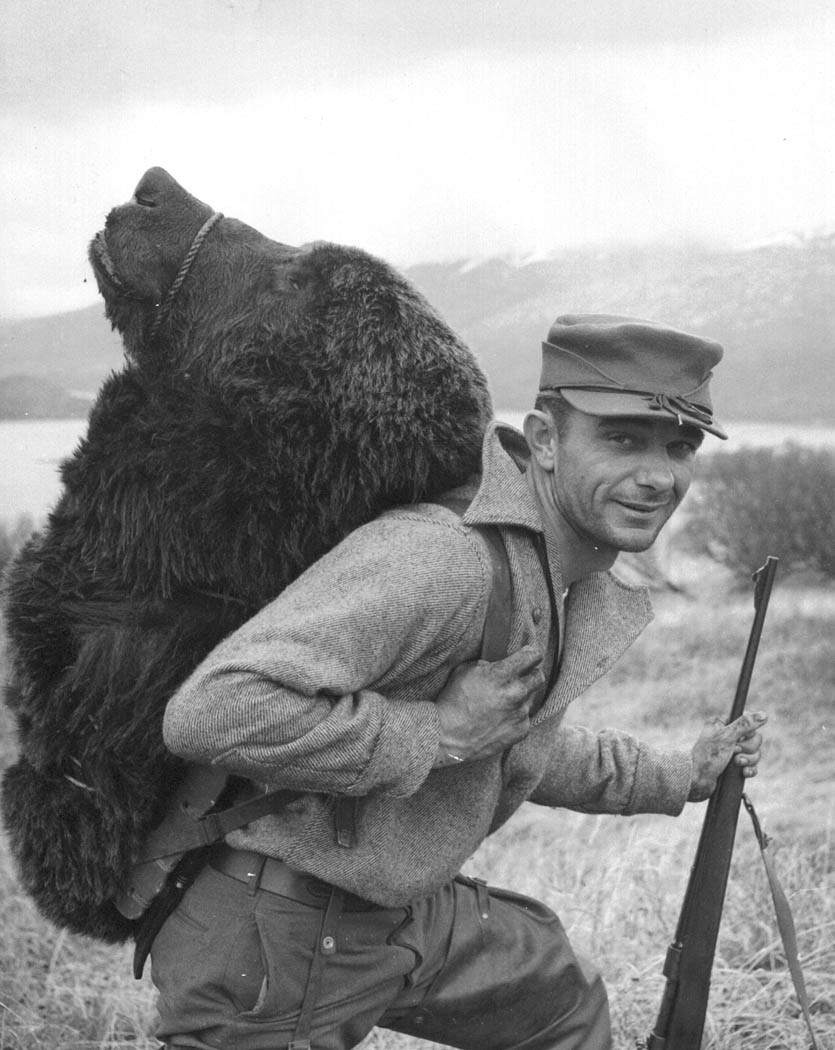
صياد مع رأس دب مربوط على ظهره في أرخبيل كودياك

صيد الدب هو العمل في صيد الدببة. جرى اصطياد الدببة منذ عصور ما قبل التاريخ من أجل لحومها وفرائها. إضافةً إلى كونها مصدرًا للطعام، فقد جرى تفضيلها في العصر الحديث من قبل صيادي الطرائد الكبار نظرًا إلى حجمها وضراوتها. يتمتع صيد الدببة بتاريخ واسع في جميع أنحاء أوروبا وأمريكا الشمالية، وقد اختلفت ممارسات الصيد بناءً على الموقع ونوع الدب.
الدببة هي ثدييات كبيرة في ترتيب آكلات اللحوم. على الرغم من وجود ثمانية أنواع فقط من الدببة، فإنها منتشرة على نطاق واسع، وتظهر في مجموعة متنوعة من الموائل؛ في جميع أنحاء نصف الكرة الشمالي، وجزئيًا في نصف الكرة الجنوبي. يسرد الاتحاد الدولي لحفظ الطبيعة ستة أنواع من الدببة بأنها معرضة للخطر أو مهددة بالانقراض، وحتى الأنواع «الأقل إثارة للقلق»، مثل الدب البني معرضة لخطر الانقراض في بعض البلدان. في حين يستمر الصيد الجائر والتجارة الدولية غير المشروعة في الدببة المهددة بالانقراض.

## دب بني
الدب البني (أورسوس أركتوس) هو نوع كبير من الدببة، منتشر في جميع أنحاء نصف الكرة الشمالي. تحتوي مسارات الدب البني على مسافات بادئة أعمق بكثير من تلك التي تصنعها الدببة السوداء.

### الاختلافات الإقليمية
الدب الأشيب (أورسوس أركتوس المروع) هو نوع فرعي من أمريكا الشمالية.
الدببة الرمادية بنية اللون: على الرغم من أنه ليست كل الدببة البنية التي تعيش في المناطق الداخلية من ألاسكا، وكولومبيا البريطانية، وألبرتا، ويوكون، والأقاليم الشمالية الغربية؛ هي الدببة الأشيب. تميل الدببة الداخلية إلى أن تكون أصغر بكثير من أقاربها الساحلية. تفتح مواسم الدببة الرمادية في الربيع أو الخريف، وفقًا للوائح والقوانين المحلية. في معظم الولايات الـ 48 الأدنى، تعد الدببة من الأنواع المهددة بموجب قانون الأنواع المهددة بالانقراض. يجري اصطياد الدببة بنحو قانوني في كولومبيا البريطانية والأقاليم الشمالية الغربية ويوكون وألاسكا.
الدب البني السوري: (أورسوس أركتوس) هو نوع فرعي من الدببة الصغيرة شاحبة الفراء. وجدت في تركيا وسوريا وإيران وجبال القوقاز في روسيا وجورجيا وأذربيجان. يجري اصطياد هذه الدببة غالبًا في القوقاز، من طريق المطاردة، إذ تشكل التضاريس الوعرة تحديًا أكبر للصياد.
الدب البني الأوراسي (أورسوس أركتوس أركتوس) هو أكثر الأنواع الفرعية انتشارًا من الدب البني في العالم القديم. توجد بنحو أساسي اليوم في روسيا ورومانيا وتركيا ويوغوسلافيا السابقة، مع وجود أعداد أقل في النرويج والسويد وفنلندا وجمهورية التشيك وسلوفاكيا وبولندا والمجر وألبانيا وبلغاريا واليونان، وتوجد المجموعات المتبقية في إسبانيا وفرنسا وإيطاليا. يجري اصطياد الدببة الأوروبية غير المهددة بالانقراض من الدب الأوراسي في الجزء الشمالي الغربي من روسيا، بينما يجري اصطياد الدببة الآسيوية في جبال الأورال وفي شرق سيبيريا. عادة ما يجري اصطياد البني الأوروبي الآسيوي من طريق الطعم خلال الربيع أو الخريف أو عن طريق الصدفة في أثناء صيد الأنواع الأخرى.
دب آمور البني (أورسوس أركتوس لازيوتس) أصغر حجمًا وأغمق من دب كامتشاتكا البني، وله جمجمة مختلفة الشكل وأسنان أكبر بكثير. يشمل نطاقها أقصى شرق روسيا وشمال شرق هيلونغجيانغ وهوكايدو. وعادة ما يجري اصطياده في منطقتي خاباروفسك وبريمورسك من طريق المطاردة.
دب كامتشاتكا البني (أورسوس أركتوس بيرنجيانوس) هو نوع فرعي كبير يوجد في أقصى شرق سيبيريا. إنه مشابه لدب كودياك، على الرغم من أن لونه أغمق. عادة ما يجري اصطياد هذه الدببة في جزر شانتار (أوخوتسك) وماغادان. في الربيع، يجري اصطياد الدببة في المناطق الساحلية حيث تتجمع للحصول على الطعام. خلال فصل الخريف، يجري اصطياد الدببة في أثناء تغذيتها على سمك السلمون أو التوت البري في التندرا المحيطة. يبلغ متوسط حجم الدببة المأخوذة نحو 7.5-8.0 قدم في ماجادان وأوكوتسك و8-8.5 قدم في كامتشاتكا.
الدب البني السيبيري (أورسوس أركتوس ذو الياقة البيضاء) أكبر من الدب البني الأوراسي، مع عظام أكثر كثافة وجمجمة أكبر وأثقل قليلًا. يعد فروها من بين الأكثر فخامة. إنه أصغر من دب كامتشاتكا البني، على الرغم من أنه يقال أيضًا أنه متساوٍ في العدوان مع أشيب أمريكي. تعيش شرق نهر ينيسي في معظم أنحاء سيبيريا (على الرغم من غيابها في موائل كامتشاتكا ودببة أمور البني). توجد أيضًا في شمال منغوليا وأقصى شمال شينجيانغ وأقصى شرق كازاخستان. عادة ما يجري اصطيادهم في منطقة كراسنويارسك ومنطقة إيركوتسك وياكوتيا في أواخر أغسطس وأوائل يونيو. تجري عمليات الصيد هذه عادةً في تضاريس وعرة وغابات كثيفة، في سفوح الجبال، أو على طول الشواطئ، حيث تكون الغابة أقل كثافة.
الدب الأسود الأمريكي: (أورسوس أمريكانوس) هو أكثر أنواع الدببة شيوعًا في أمريكا الشمالية. عادة ما يجري اصطحاب الدببة السوداء الأكبر حجمًا، بدءًا من أواخر مايو، وتستمر خلال معظم شهر يونيو خلال موسم التكاثر. الربيع هو الخيار المفضل لصيادي الدب الأسود، عندما تكون معاطفهم في أقصى درجات سمكها. غالبًا ما تحافظ الغابات كثيفة الأشجار بالقرب من الأراضي الزراعية على كثافات كبيرة من الدببة السوداء. يمكن العثور عليها أيضًا بالقرب من محاصيل الحبوب، مثل الشوفان.